# Quinmerac
Quinmerac ist eine chemische Verbindung aus der Gruppe der Chinoline und Carbonsäuren und ein von der BASF 1993 eingeführtes systemisches Herbizid. Ein strukturell verwandtes Mittel ist Quinclorac.

## Gewinnung und Darstellung
Quinmerac kann durch Reaktion von 7-Chlor-3,8-dimethylchinolin mit N-Bromsuccinimid, Schwefelsäure und Salzsäure gewonnen werden.

## Verwendung
Quinmerac wird als Bodenherbizid gegen Problemunkräuter wie Kletten-Labkraut, Ehrenpreisarten und Taubnesseln im Getreide-, Raps- und Zuckerrübenanbau verwendet.
Quinmerac ist ein synthetisches Auxin, welche die ACC-Synthase induziert. Dadurch kommt es im Pflanzengewebe vor allem zu einer Anreicherung von dem Pflanzenhormon Abscisinsäure. Dies führt über Blattepinastie, Wachstumsinhibierung der Wurzel und vermehrte Transpiration zum Tod der sensitiven Pflanze.

## Zulassung
In Deutschland, Österreich und anderen Staaten der EU sowie in der Schweiz sind Pflanzenschutzmittel mit Quinmerac als Wirkstoff zugelassen.